# Cérémoniaire
Pour les articles homonymes, voir Maître des cérémonies.

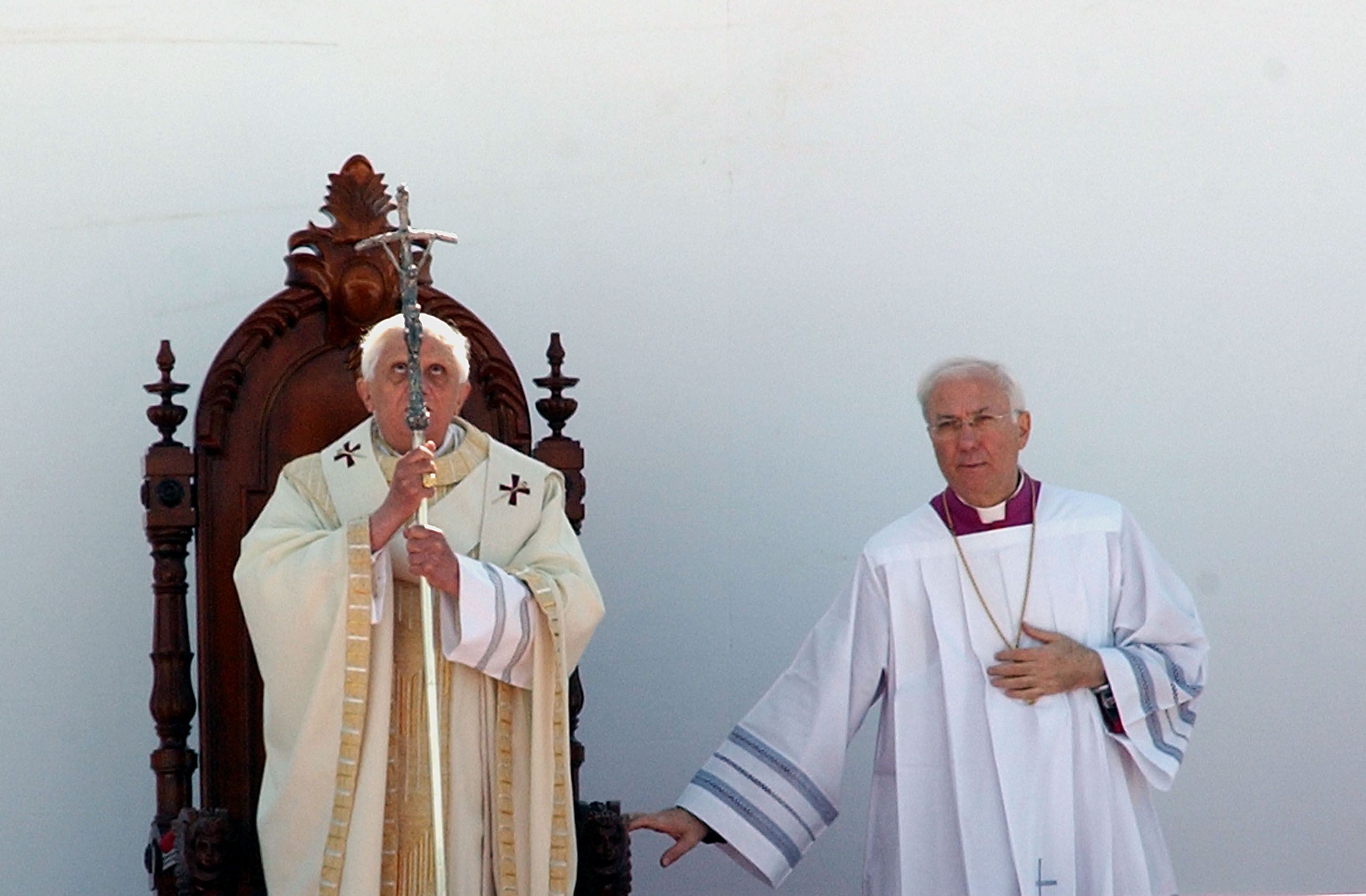
Pape Benoît XVI assisté du cérémoniaire pontifical Piero Marini.

Le cérémoniaire, appelé aussi maître des cérémonies est le servant de messe qui s'occupe des détails du protocole liturgique dans les rites catholiques et orthodoxes. Revêtu de l'aube ou du surplis, il coordonne et dirige les servants d'autel, pouvant donc se charger de les faire répéter si besoin est. 
Sa place est habituellement derrière le célébrant dans une stalle ou à droite du célébrant s'il n’y a pas de diacre. Les évêques disposent généralement d'un cérémoniaire personnel, si bien que lorsqu'ils président la cérémonie, il est toujours placé derrière eux, prêt à recueillir ou leur remettre les insignes épiscopaux (mitre, crosse). Cette fonction est généralement assumée par un homme expérimenté, un séminariste, ou un grand clerc de la paroisse chargé de suivre la progression des servants.